# Outside Mullingar
Outside Mullingar è un'opera teatrale del drammaturgo statunitense John Patrick Shanley, portata al debutto a Broadway nel 2014.

## Trama
Dopo il funerale di Chris Muldoon, la vedova Aoife e la figlia Rosemary si recano alla fattoria dei Reilly, dove il proprietario, l'anziano Tony, parla del futuro delle sue terre con Aoife. Mentre Rosemary è fuori a fumare, Tony confida ad Aoife di voler vendere la fattoria ad Adam, il suo nipote statunitense, e lasciare il ricavato al figlio Anthony. Tony infatti ritiene che Anthony non ami abbastanza la terra per occuparsene per tutta la vita e preferisce quindi lasciare la fattoria a un altro Reilly e dare in eredità al figlio il ricavato della vendita. Per vendere la terra ad Adam però Tony vuole ricomprare dai Muldoon un breve braccio di terra che separa la loro proprietà dalla strada principale e che quindi rende più difficile l'accesso alla fattoria dei Reilly. Questo piccolo appezamento era stato venduto da Tony a Chris molti anni prima e Chris, Aoife racconta, lo aveva ceduto alla figlia Rosemary dopo che Anthony le aveva fatto un dispetto durante l'infanzia. Rosemary, che serba ancora il rancore per lo screzio avuto durante l'infanzia con Anthony, è tuttavia innamorata del giovane Reilly e quando sente che Tony vorrebbe lasciare la tenuta a un altro va su tutte le furie e lo convince a lasciare la fattoria in eredità ad Anthony. Tempo topo, Tony muore, ma non prima di essersi riappacificato con il figlio e avergli augurato di trovare l'amore, così come aveva fatto lui con Mary.
Sono passati cinque anni dal funerale di Chris Muldoon e sia Anthony che Rosemary sono ormai orfani. Un giorno Rosemary invita a casa sua Anthony dopo averlo visto al confine della sua proprietà e il vicino le parla dell'imminente visita del cugino Adam. Anthony sostiene che Adam sia interessato a una moglie irlandese e suggerisce che Rosemary possa essere una buona scelta. Rosemary va quindi su tutte le furie e confessa i propri sentimenti ad Anthony che, in un primo momento, sembra troppo impacciato e chiuso in sé stesso per ricambiare i sentimenti della vicina. Tuttavia, finisce per confessare di essere innamorato di Rosemary da anni e che il motivo per cui cammina spesso vicino al terreno della donna è per ritrovare l'anello che aveva perso tre anni prima quando si era recato alla fattoria Muldoon per chiedere a Rosemary di sposarlo prima che gli mancasse il coraggio. Rosemary tira fuori l'anello, che aveva trovato per caso e che aveva interpretato come un segno del destino. I due si baciano mentre il sole tramonta su Mullingar.

## Rappresentazioni
John Patrick Shanley scrisse l'opera in occasione del suo sessantesimo compleanno per ricordare e portare in scena le sue origini irlandesi. Prodotta dal Manhattan Theatre Club, la pièce fu portata al debutto al Samuel J. Friedman Theatre di Broadway il 23 gennaio 2014 e rimase in cartellone per 61 repliche fino al 16 marzo dello stesso anno. Doug Hughes curava la regia, mentre il cast era composto da Debra Messing (Rosemary), Brían F. O'Byrne (Anthony), Dearbhla Molloy (Aoife) e Peter Maloney (Tony).
La critica statunitense accolse positivamente Outside Mullingar e, in particolare, il New York Times definì l'opera la migliore di Shanley dai tempi de Il dubbio. La pièce ottenne una candidatura al Tony Award alla migliore opera teatrale. Decisamente meno entusiasta fu la reazione della critica internazionale: Fintan O'Toole stroncò aspramente l'opera nella sua recensione per The Irish Times, descrivendo la commedia come un'accozzaglia di stereotipi e luoghi comuni sugli irlandesi. Tiepida fu anche la recensioni di The Guardian della prima britannica dell'opera, avvenuta a Bath nel 2015 per la regia di Sam Yates e con un cast composta da Owen McDonnell (Anthony), James Hays (Tony), Carol MacReady (Aoife) e Deirdre O'Kane (Rosemary).

## Adattamento cinematografico
Nel 2021 Shanley ha sceneggiato e diretto un adattamento cinematografico della propria pièce, intitolato Il profumo dell'erba selvatica (Wild Mountain Thyme). Per l'occasione, Dearbhla Molloy è tornata ad interpretare il ruolo già ricoperto a Broadway, recitando accanto a Jamie Dornan (Anthony), Emily Blunt (Rosemary) e Christopher Walken (Tony). Shanley scrisse inoltre nuovi ruoli oltre ai quattro dell'opera teatrale, tra cui quello di Adam – che nella commedia viene menzionato ripetutamente ma non compare mai – interpretato da Jon Hamm.

## Riconoscimenti
- 2014 – Tony Award
  - Candidatura per la migliore opera teatrale
- 2014 – Drama Desk Award
  - Candidatura per la migliore opera teatrale
  - Candidatura per il miglior attore non protagonista in un'opera teatrale per Peter Maloney
- 2014 – Outer Critics Circle Award
  - Candidatura per la migliore opera teatrale
  - Candidatura per il miglior attore in un'opera teatrale per Brían F. O'Byrne